# آموس ويتني
آموس ويتني (بالإنجليزية: Amos Whitney)‏ هو مخترِع ورائد أعمال ومهندس أمريكي، ولد في 8 أكتوبر 1832 في بيدفورد في الولايات المتحدة، وتوفي في 5 أغسطس 1920 في بورتلاند في الولايات المتحدة.

## وصلات خارجية
- آموس ويتني على موقع الموسوعة البريطانية (الإنجليزية)
- آموس ويتني على موقع إن إن دي بي (الإنجليزية)